# Belęcin Wielkopolski
Belęcin Wielkopolski – przystanek kolejowy w Belęcinie, w powiecie wolsztyńskim, w województwie wielkopolskim, w Polsce.

## Ruch pasażerski
| Rok  | Wymiana pasażerska na dobę |
| ---- | -------------------------- |
| 2017 | 20-49                      |
| 2022 | 10-19                      |